# 28. březen
28. březen je 87. den roku podle gregoriánského kalendáře (88. v přestupném roce). Do konce roku zbývá 278 dní. Svátek má Soňa.

## Události

### Česko
- 1799 – Kupní smlouvou přešlo Nosticovo divadlo na Ovocném trhu do vlastnictví zemského stavovského výboru. Od té doby se nazývalo Stavovským divadlem.
- 1942 – Adolf Opálka, Karel Čurda a Ivan Kolařík, členové Operace Out Distance byly vysazeni v Československu s úkolem sabotovat plynárny v Praze-Michli a dopravit náhradní vysílačku. Skupině se nepodařilo splnit žádný z úkolů (naopak došlo ke zraněním i ztrátě usvědčujících dokumentů).
- 1946 – Byl schválen ústavní zákon č. 57/1946 Sb., který ratihaboval Prozatímní státní zřízení.
- 1991 – Vláda České republiky a Volkswagen Group podepsaly smlouvu o vstupu VW do automobilky Škoda, automobilová a.s..

### Svět
- 1556 – Začátek muslimské éry Fasli Akbara Velikého.
- 1566 – Velmistr řádu Maltézských rytířů Jean Parisot de La Valette položil základní kámen Valletty, budoucího hlavního města Malty.
- 1709 – Německý alchymista Johann Friedrich Böttger odhalil tajemství složení a technologie výroby bílého východoasijského porcelánu.
- 1797 – Nathaniel Briggs z New Hampshire patentoval svůj vynález valchy na praní prádla.
- 1799 – Stát New York zakázal otroctví.
- 1942 – Britské letectvo poprvé úspěšně vyzkoušelo kobercové bombardování v noci z 28. na 29. března 1942, kdy se terčem masivního náletu stal severoněmecký Lübeck.
- 1979 – Došlo k jaderné havárii v Three Mile Island.
- 2001 – V Řecku zahájilo provoz mezinárodní letiště Eleftheria Venizela.

## Narození

### Česko

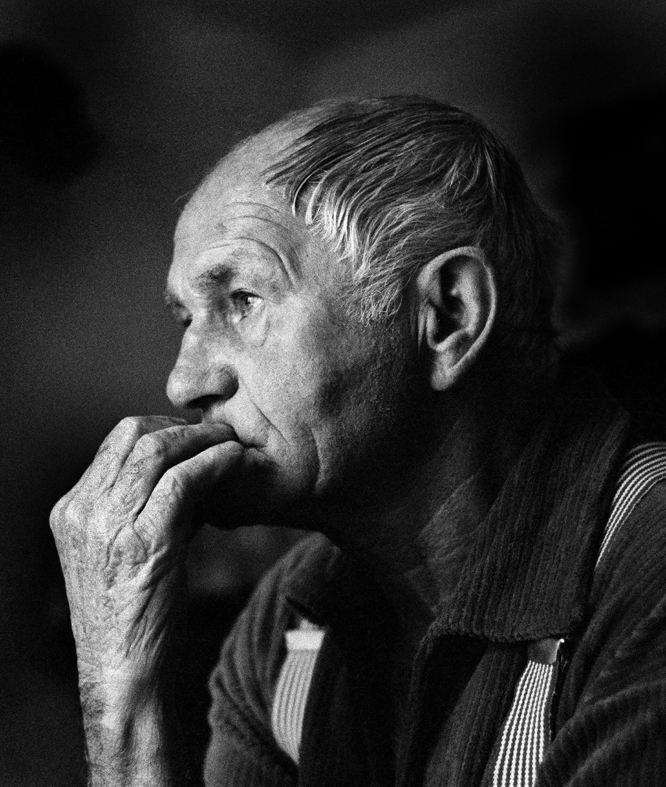
Bohumil Hrabal (* 1914)

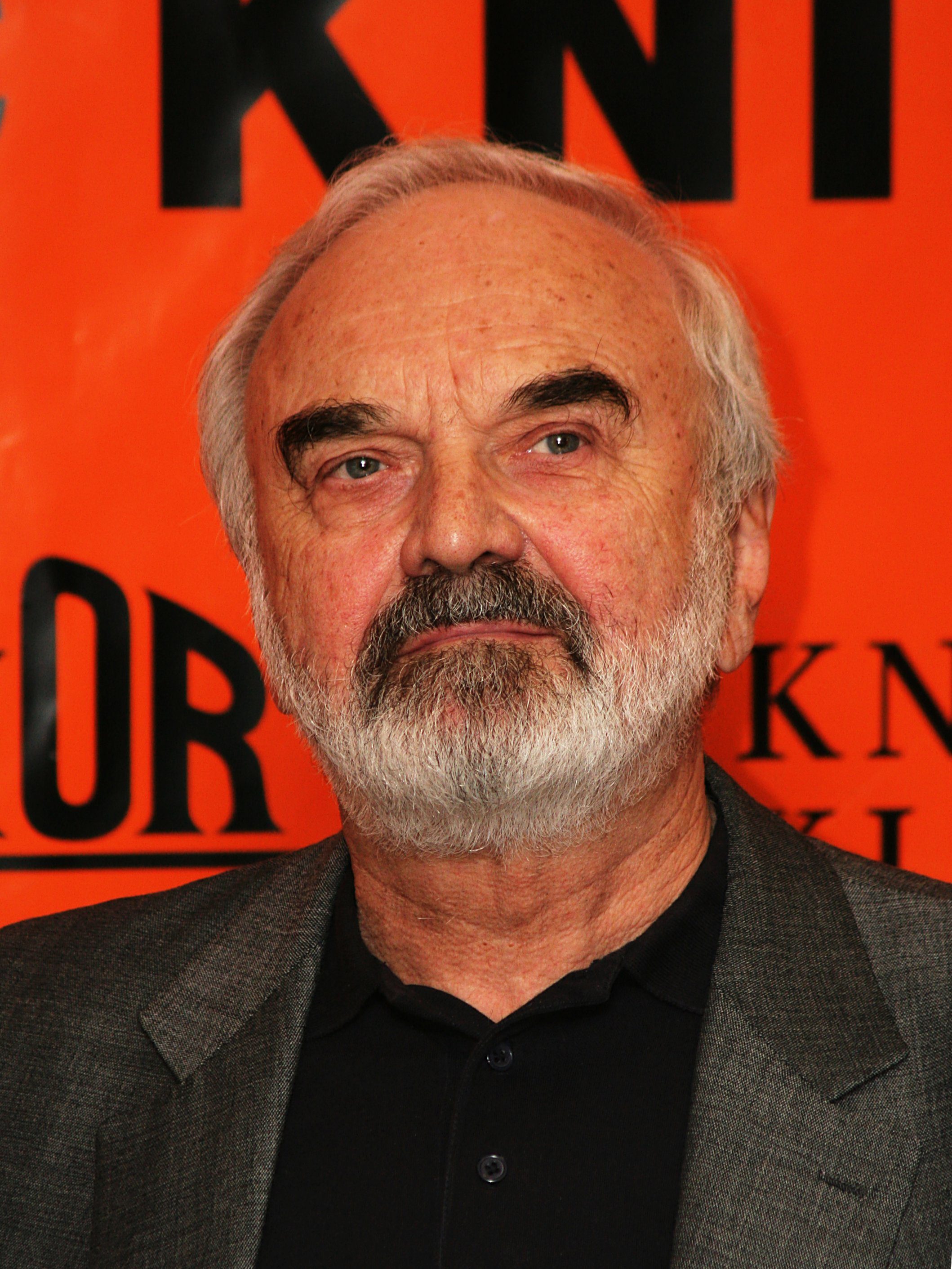
Zdeněk Svěrák (* 1936)

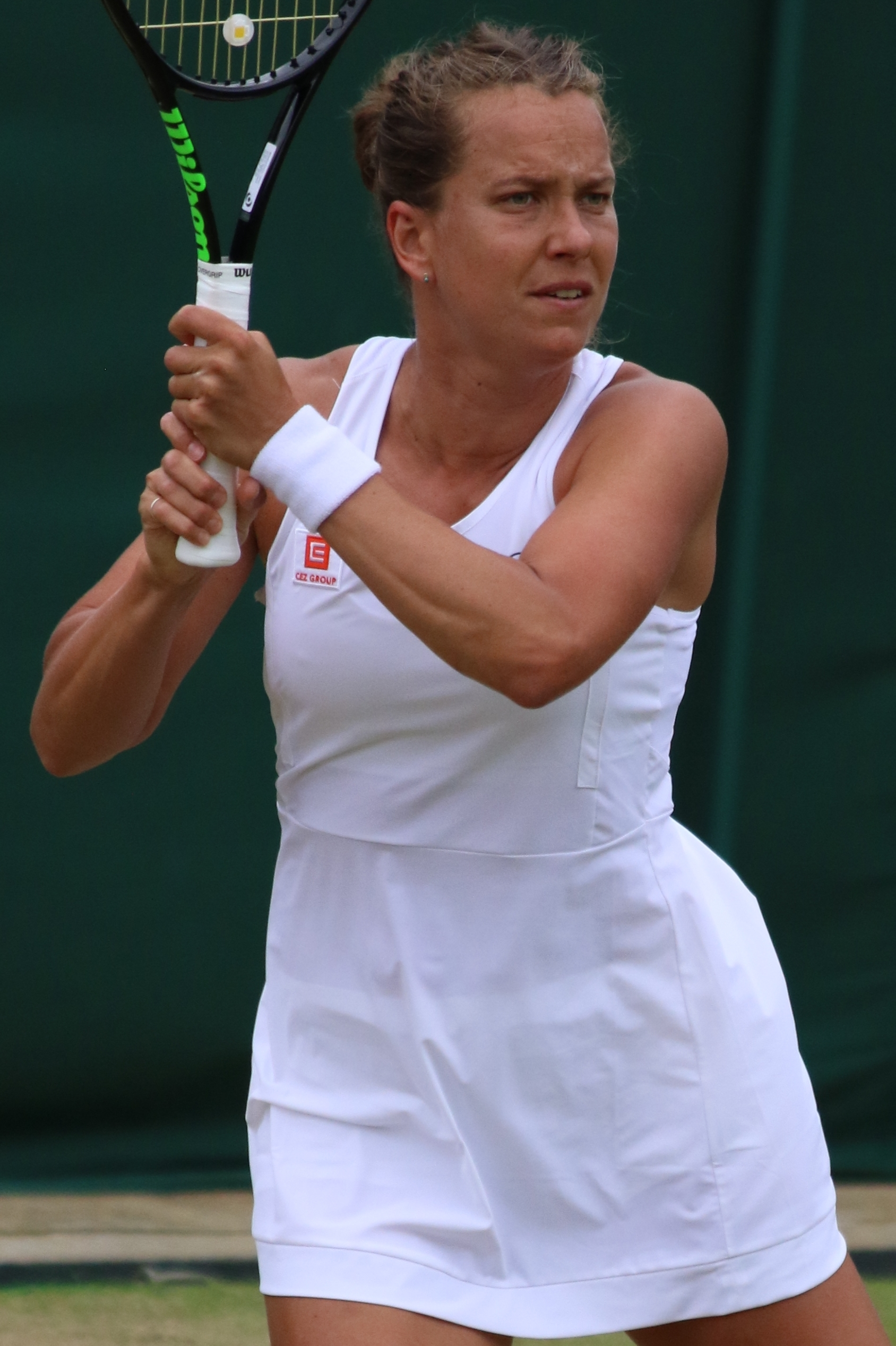
Barbora Strýcová (* 1986)

- 1592 – Jan Amos Komenský, pedagog a filozof († 15. listopadu 1670)
- 1753 – František Mensi, kněz a hudební skladatel († 28. prosince 1829)
- 1801 – Václav Kalenda, učitel, spisovatel, novinář a národní buditel († 10. února 1878)
- 1807 – Arnošt Malovec, rakousko-český šlechtic a český politik († 29. listopadu 1867)
- 1810 – Anton Ryger, rakousko-český právník a politik († 1. prosince 1887)
- 1811
  - Jan Křtitel Drbohlav, kněz, skladatel, překladatel, pedagog, básník, teolog, historik († 24. června 1877)
  - Jan Nepomuk Neumann, misionář († 5. ledna 1860)
- 1817 – Kristýna Schönbornová, šlechtična († 23. října 1902)
- 1818 – Franz Unger, česko-rakouský politik německé národnosti († 9. února 1896)
- 1828 – Václav Hodek, novinář, revolucionář a politický vězeň († 22. ledna 1886)
- 1834 – Viktor Barvitius, malíř († 9. června 1902)
- 1835 – Adam Walach, komunální politik a činovník evangelické církve († 2. dubna 1898)
- 1840 – Eduard Schnitzer, cestovatel a dobrodruh († 23. října 1892)
- 1841 – Jan Dobřenský, šlechtic a poslanec († 14. ledna 1919)
- 1850 – Karolína Anna Quastová, fotografka († 5. ledna 1941)
- 1859 – Vojtěch Bartoněk, malíř a restaurátor († 25. srpna 1908)
- 1862 – Hugo Albrecht, rakousko-český podnikatel z Moravy († 7. srpna 1920)
- 1864 – František Houser, politik († ?)
- 1865 – Alois Horák, politik († 31. srpna 1937)
- 1867
  - Karel Macháň, hudební skladatel, folklorista, spisovatel a pedagog († 1935)
  - Karl Friedrich, český politik německé národnosti († 9. ledna 1951)
  - Jindřich Štemberka, rakouský a český právník († 3. října 1926)
- 1869 – Jaroslav Perner, geolog a paleontolog († 9. června 1947)
- 1873 – Theodor Rotter, česko-německý četník († 1944)
- 1874 – Josef Soukup, římskokatolický kněz († 21. prosince 1946)
- 1880 – Josef Kozlovský, pedagog († ?)
- 1882 – Rudolf Svoboda, stavitel a architekt († 1969)
- 1886
  - Jaroslav Novotný, hudební skladatel († 1. června 1918)
  - Olga Borová-Strejčková-Valoušková, hudební pedagožka a operní pěvkyně († 3. června 1975)
- 1889 – Viktor Lampl, český německy hovořící architekt a stavební podnikatel († 7. března 1942)
- 1895 – Anna Polmanová-Preclíková, sbormistryně a dirigentka († 4. dubna 1972)
- 1897 – Břetislav Benda, sochař († 19. srpna 1983)
- 1898 – František Kropáč, spisovatel a právník († 9. srpna 1966)
- 1899
  - Karel Konrád, spisovatel († 11. prosince 1971)
  - Josef Jirásek, politik a člen komunistické strany († ?)
- 1900 – Rudolf Paleček, politik a člen komunistické strany († ?)
- 1902
  - Ladislav Riedl Německobrodský, lékař a spisovatel († 3. září 1975)
  - Jaromír Vejvoda, hudební skladatel a kapelník, autor hitu Škoda lásky († 13. listopadu 1988)
  - Otto Wagner, účastník zahraničního odboje za 2. světové války († 20. května 1974)
  - Bernhard Krahl, osecký cisterciák a profesor teologie († 4. října 1962)
- 1903 – Rudolf Serkin, česko-rakousko-americký klavírista († 8. května 1991)
- 1907
  - Bohuslav Niederle, chirurg († 12. května 2000)
  - Jan Tondl, generál, politik a člen komunistické strany († ?)
- 1908 – František Jungman, politik a člen komunistické strany († 8. února 1968)
- 1911 – Oldřich Rulc, fotbalový útočník († 4. dubna 1969)
- 1912 – Eduard Tomek, malíř († 17. srpna 2001)
- 1914 – Bohumil Hrabal, prozaik († 3. února 1997)
- 1917 – Josef Piskáček, fotbalový záložník († srpen 2005)
- 1919 – Jiří Taussig, fotbalový brankář († 24. července 2010)
- 1920 – Jozef Malina, politik a člen komunistické strany († ?)
- 1922 – Miloš Steimar, divadelní a filmový herec († 15. února 1949)
- 1923 – Mojmír Petráň, biofyzik a vynálezce († 13. srpna 2022)
- 1925 – Vladimír Nahodil, chirurg, vysokoškolský pedagog
- 1927 – Jaromír Bartoš, filozof († 13. dubna 1972)
- 1932 – Jarmila Šusterová, první stálá programová hlasatelka Československé televize († 24. července 2017)
- 1935
  - Mirek Hoffmann, countryový zpěvák, textař a skladatel († 12. března 2019)
  - Karel Dospiva, dirigent a učitel hudby († 12. března 2012)
- 1936 – Zdeněk Svěrák, herec, textař, scenárista a dramatik
- 1938 – Ivan Šlapeta, kameraman
- 1939
  - Věra Kotasová, malířka, grafička, pedagožka a překladatelka († 20. dubna 2019)
  - Milan Lička, archeolog
  - Karol Bílek, historik a archivář
- 1941
  - Zdeněk Vorlíček, vysokoškolský pedagog a politik
  - Olga Valeská, dopisovatelka a překladatelka († 20. srpna 2022)
- 1943 – Jitka Zetková, bývalá politička za KSČ
- 1944 – František Pála, tenista
- 1947 – Jiřina Lhotská, herečka, dramaturgyně a pedagožka
- 1948 – Jiří Schmiedt, herec a divadelní režisér
- 1949 – Milena Slavická, kunsthistorička a spisovatelka
- 1951
  - Jiří Kamen, spisovatel a rozhlasový redaktor
  - Arif Salichov, právník, spisovatel a básník
  - Milena Slavická, historička umění a kurátorka
- 1952 – Jan Fiala, grafik
- 1953 – Jiří Hájek, hokejový obránce
- 1954 – Anna Kareninová, překladatelka
- 1957
  - Vladimír Hink, politik za stranu ODS
  - Václav Homola, fotbalista
- 1958 – Václav Hanyáš, fotbalista
- 1961 – Petr Dvořák, archeolog
- 1962 – Václav Baštýř, politik
- 1963 – Lubomír Chudoba, lékárník a politik
- 1964
  - Roman Křivánek, archeolog a geofyzik
  - František Novotný, houslista
- 1965 – Petr Ježek, diplomat, podnikatel a politik
- 1966
  - Pavel Anděl, hudebník, herec, dramaturg a moderátor
  - Michal Bauer, literární teoretik a básník
  - Jiří Kučera, hokejový útočník
- 1967 – Viktor Fischer, fotograf
- 1970
  - Karel Formánek, basketbalista
  - Tomáš Kapras, scenárista a spisovatel
- 1971
  - Petr Bartoš, autokrosový závodník
  - Tomáš Čapka, fotbalový záložník
  - Jiří Zimola, politik, pedagog a historik
- 1972
  - Dušan Salfický, hokejový brankář
  - Karel Rožánek, novinář a reportér
- 1973
  - Michal Velíšek, střihač soukromé televize vyznamenaný medailí Za hrdinství in memoriam († 13. září 2005)
  - Petr Francán, fotograf a filmový dokumentarista
- 1974 – Karel Novotný, fotbalový brankář
- 1976 – Petr Kutílek, politolog, manažer a politik
- 1978 – Lubomír Blaha, fotbalový útočník
- 1979 – Jiří Němeček, fotbalový brankář a podnikatel
- 1980 – Martin Víteček, politik a manažer
- 1981
  - Ondřej Brousek, filmový herec, hudebník a skladatel
  - Linda Čechová Sítková, varhanice
  - Vica Kerekes herečka
- 1983 – Tomáš Plíhal, hokejista
- 1984 – Petr Kolečko, dramatik a divadelní, televizní a rozhlasový scenárista
- 1985 – Blanka Nováková, malířka
- 1986 – Barbora Strýcová, tenistka
- 1987 – Martin Sládek, mistr Evropy ve freestyle footbagu
- 1989 – Martin Zeman, fotbalista
- 1991 – Ondřej Palát, lední hokejista
- 2000 – Jakub Lauko, lední hokejista

### Svět

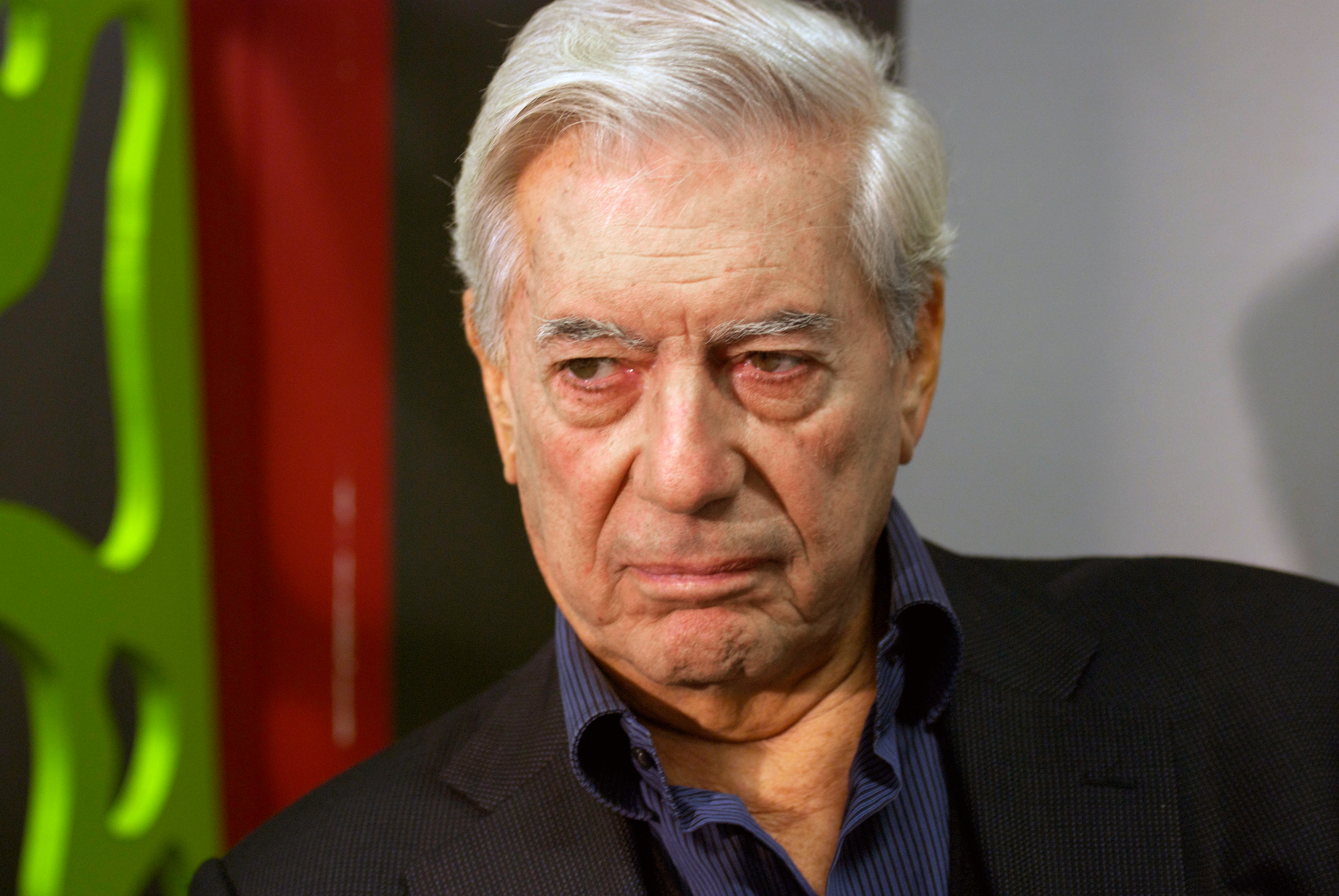
Mario Vargas Llosa (* 1936)

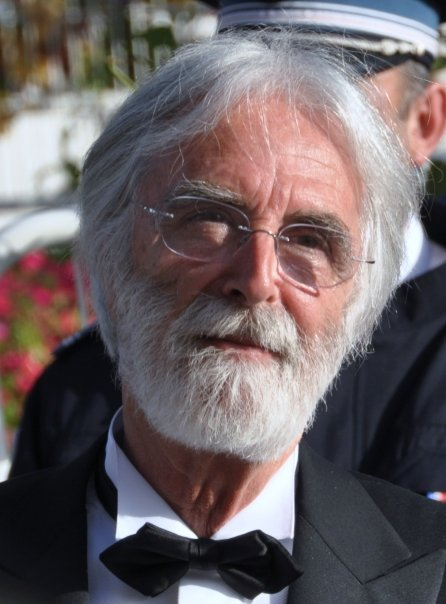
Mike Newell (* 1942)

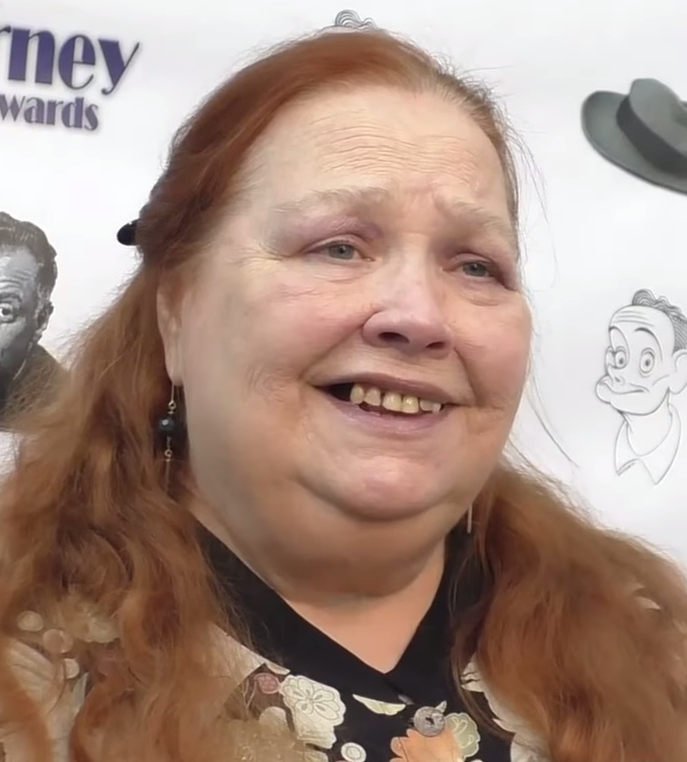
Conchata Ferrell (* 1943)

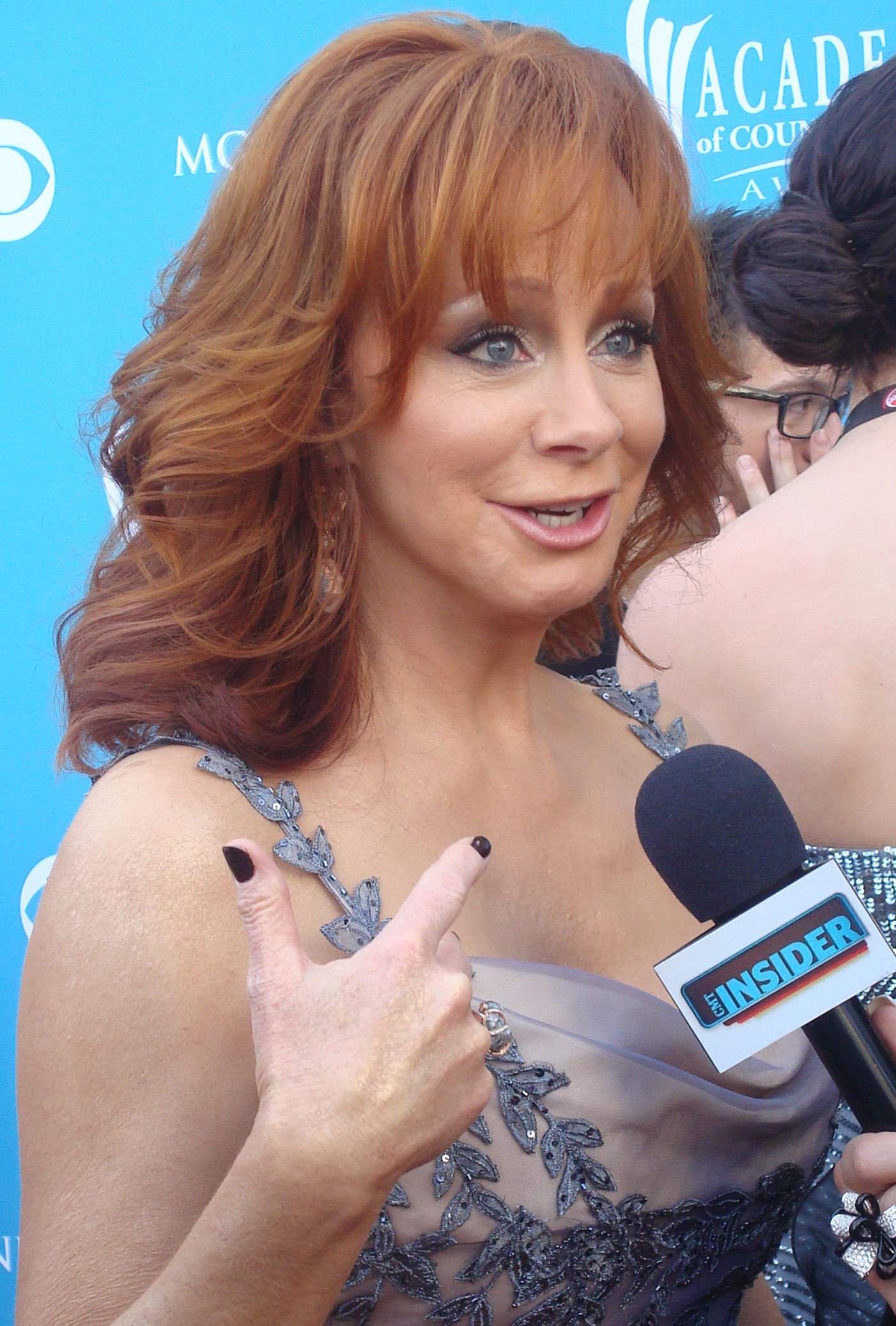
Reba McEntire (* 1955)

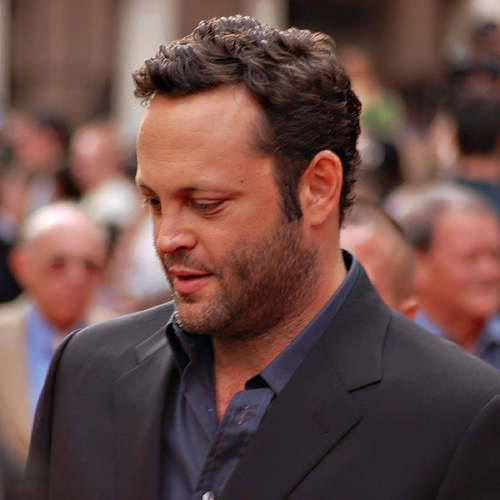
Vince Vaughn (* 1970)

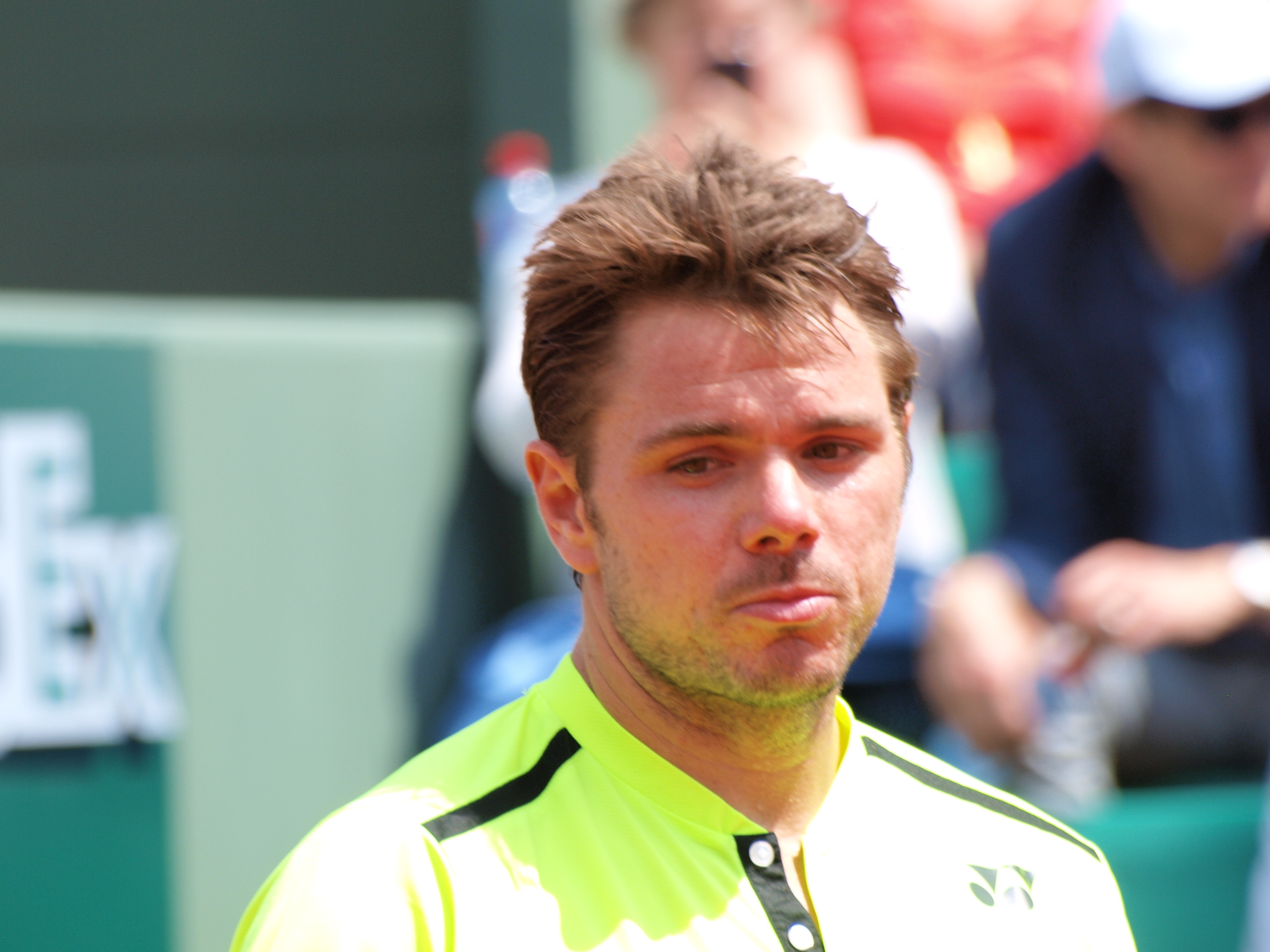
Stan Wawrinka (* 1985)

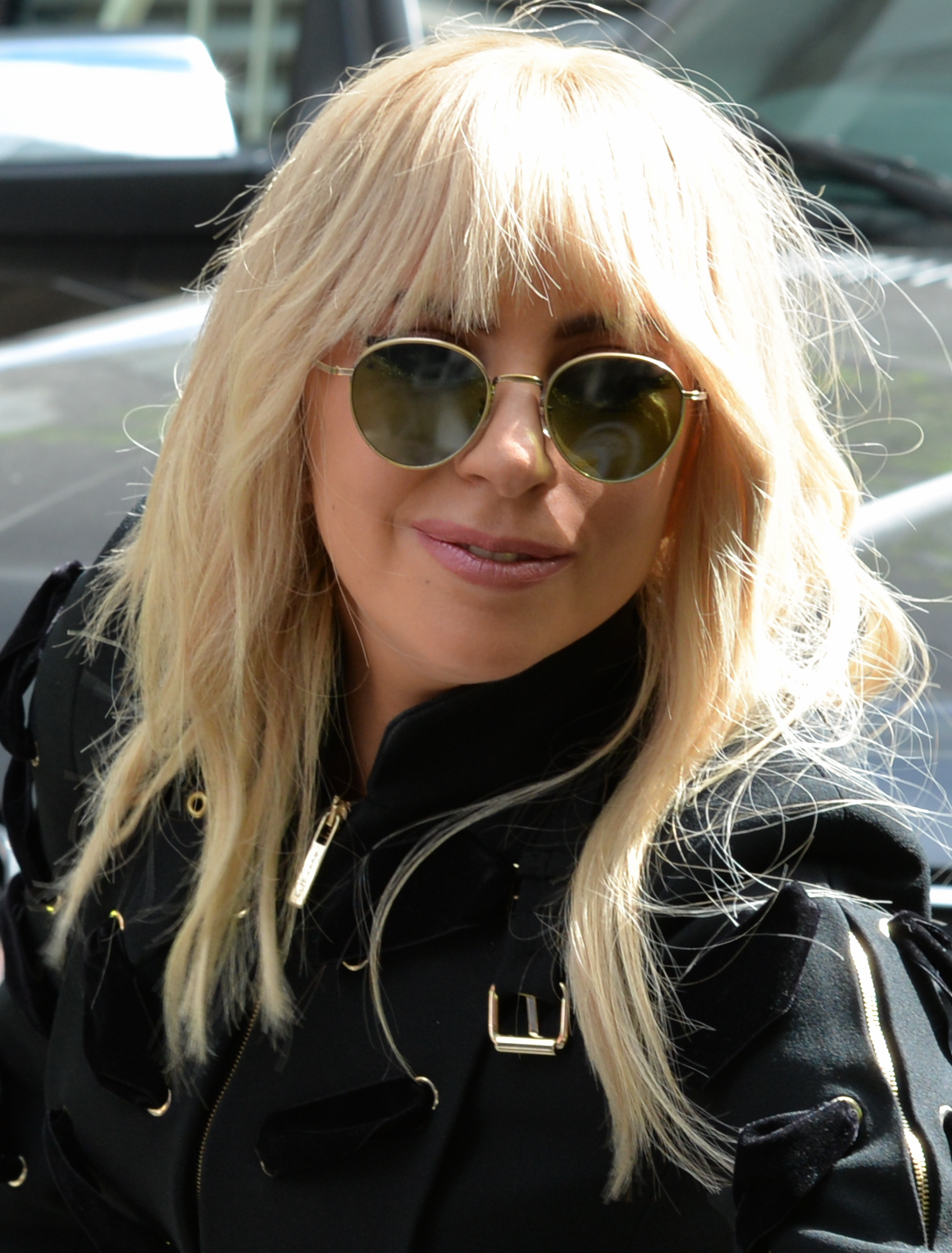
Lady Gaga (* 1986)

- 0623 – Marván I., arabský chalífa z rodu Umajjovců († 7. května 685)
- 1468 – Karel I. Savojský, savojský vévoda a král Kypru, Jeruzaléma a Arménie († 13. března 1490)
- 1472 – Fra Bartolomeo, italský malíř († 31. října 1517)
- 1483 – Raffael Santi, italský malíř a architekt († 6. dubna 1520)
- 1496 – Marie Tudorovna, dcera anglického krále Jindřicha VII. († 25. června 1533)
- 1515 – Terezie od Ježíše, španělská mystička, reformátorka karmelitánského řádu, učitelka církve a světice († 1582)
- 1554 – Ivan Ivanovič, druhorozený syn cara Ivana IV. Hrozného († 19. listopadu 1581)
- 1569 – Ranuccio I. Farnese, vévoda Parmy, Piancenzy a Castra († 5. března 1622)
- 1578 – Adam Elsheimer, německý raně barokní malíř († 11. prosince 1610)
- 1591 – William Cecil, 2. hrabě ze Salisbury, anglický vojevůdce a šlechtic († 3. prosince 1668)
- 1619 – Mořic Sasko-Zeitzský, německý šlechtic († 4. prosince 1681)
- 1660 – Arnold Houbraken, nizozemský malíř a životopisec († 14. října 1719)
- 1675 – Fridrich Vilém Meklenbursko-Zvěřínský, německý šlechtic a meklenburský vévoda († 31. července 1713)
- 1702 – Ignacio de Luzán, španělský básník († 18. května 1754)
- 1727 – Maxmilián III. Josef, bavorský kurfiřt († 30. prosince 1777)
- 1728 – Zübeyde Sultan, osmanská princezna a dcera sultána Ahmeda III. († 4. června 1756)
- 1741 – Jan Filip Cobenzl, rakouský diplomat a státník († 30. srpna 1810)
- 1742 – Pierre Paul Nicolas Henrion de Pansey, francouzský právník a politik († 23. dubna 1829)
- 1750 – Francisco de Miranda, jihoamerický důstojník a revolucionář († 14. července 1816)
- 1764 – Nikolaj Rezanov, ruský šlechtic a politik († 1. března 1807)
- 1766 – Joseph Weigl, rakouský hudební skladatel a dirigent († 3. února 1846)
- 1773 – Henri-Gatien Bertrand, francouzský napoleonský maršál († 15. ledna 1844)
- 1785 – Ferdinand Sasko-Kobursko-Gothajský, princ a bratr belgického krále Leopolda I. († 27. srpna 1851)
- 1787 – Claudius James Rich, britský cestovatel a starožitník († 5. října 1821)
- 1798 – Josef z Ditrichštejna, rakouský a český šlechtic († 10. července 1858)
- 1799 – Karl Adolph von Basedow, německý lékař († 11. dubna 1854)
- 1817 – Francesco de Sanctis, italský politik, literární historik a kritik († 29. prosince 1883)
- 1819
  - Edwin Drake, americký stavbař a vynálezce († 8. listopadu 1880)
  - André-Adolphe-Eugène Disdéri, francouzský portrétní fotograf († 4. října 1889)
- 1820 – William Howard Russell, irský novinářský fotograf († 11. února 1907)
- 1824 – Branko Radičević, srbský básník († 1. července 1853)
- 1828 – Étienne Carjat, francouzský žurnalista, karikaturista a fotograf († 19. března 1906)
- 1829 – August Thonet, rakouský podnikatel († 16. března 1910)
- 1831 – Rudolf von Merkl, ministr války Rakouska-Uherska († 22. ledna 1911)
- 1838 – Jean-Paul Laurens, francouzský malíř a sochař († 23. března 1921)
- 1840 – Eduard Schnitzer, slezský cestovatel († 23. října 1892)
- 1841 – Alfons Neapolsko-Sicilský, italský princ († 26. května 1934)
- 1844 – Filip Sasko-Kobursko-Gothajský, německý šlechtic a koburský princ († 3. července 1921)
- 1851 – Bernardino Machado, portugalský politik († 29. dubna 1944)
- 1859 – Joséphin Péladan, francouzský dekadentní spisovatel a básník († 27. června 1918)
- 1860 – Resan Hanımefendi, manželka osmanského sultána Murada V. († 31. března 1910)
- 1862 – Aristide Briand, premiér Francie († 7. března 1932)
- 1868
  - Maxim Gorkij, ruský spisovatel († 18. června 1936)
  - Ludwig Széchényi, rakousko-uherský diplomat († 14. dubna 1919)
- 1871 – Willem Mengelberg, nizozemský dirigent († 21. března 1951)
- 1872 – José Sanjurjo, španělský generál († 20. července 1936)
- 1874 – Gustav Nagel, německý potulný kazatel († 15. února 1952)
- 1879 – Pandeli Cale, albánský politik († 5. srpna 1923)
- 1881 – Martin Sheridan, americký trojnásobný olympijský vítěz v hodu diskem († 27. března 1918)
- 1886 – Margrethe Mather, americká fotografka († 25. prosince 1952)
- 1892 – Corneille Heymans, belgický fyziolog a farmaceut († 18. července 1968)
- 1893
  - Josef František Habsbursko-Lotrinský, rakouský arcivévoda z uherské linie († 25. září 1957)
  - Wilhelm Adam, plukovník Wehrmachtu za druhé světové války († 24. listopadu 1978)
- 1895 – Christian Herter, americký republikánský politik († 30. prosince 1966)
- 1897 – Sepp Herberger, německý fotbalista a trenér († 28. dubna 1977)
- 1898 – Rudolf Martanovič, slovenský politik († 28. dubna 1955)
- 1899 – Dominik Drgoň, slovenský politik († 1987)
- 1900 – Mordechaj Bentov, izraelský novinář a politik († 18. ledna 1985)
- 1901
  - Marta Švédská, norská korunní princezna († 5. dubna 1954)
  - Fritz Hagmann, švýcarský zápasník, zlato na OH 1924 († 14. prosince 1974)
- 1903 – Chummy MacGregor, americký jazzový klavírista a skladatel († 9. března 1973)
- 1908
  - Viktor Trstenský, slovenský katolický kněz, spisovatel a politický vězeň († 7. prosince 2006)
  - Hans Engnestangen, norský rychlobruslař († 9. května 2003)
- 1909
  - Ján Mudroch, slovenský malíř († 4. února 1968)
  - Nelson Algren, americký spisovatel († 9. května 1981)
- 1910
  - Ingrid Švédská, jako manželka dánského krále Frederika IX. dánská královna († 7. listopadu 2000)
  - Kit Kleinová, americká rychlobruslařka, mistryně světa 1936 († 13. dubna 1985)
- 1912
  - Eduard Tomek, rakousko-český malíř († 17. srpna 2001)
  - Oleksa Hirnyk, sovětský aktivista a ukrajinský disident († 21. ledna 1978)
  - A. Bertram Chandler, britsko-australský námořní důstojník († 6. června 1984)
- 1913 – José Sánchez del Río, mexický mučedník († 10. února 1928)
- 1918 – Štefan Martiš, letecké eso slovenských vzdušných zbraní († 14. května 1987)
- 1920 – Kelpo Gröndahl, finský zápasník lehkotěžké váhy († 2. srpna 1994)
- 1921 – Norman Bluhm, americký malíř († 3. února 1999)
- 1923
  - Thad Jones, americký trumpetista († 20. srpna 1986)
  - Ine Schäfferová, rakouská atletka († 19. března 2009)
- 1925 – Innokentij Smoktunovskij, sovětský a rusko-běloruský herec († 3. srpna 1994)
- 1927 – Theo Colborn, americká bioložka († 14. prosince 2014)
- 1928
  - Zbigniew Brzezinski, polsko-americký politolog († 26. května 2017)
  - Alexander Grothendieck, německý matematik († 13. listopadu 2014)
- 1930 – Jerome Isaac Friedman, americký fyzik, Nobelova cena za fyziku 1990
- 1931
  - Belver C. Griffith, americký informační vědec († 23. října 1999)
  - Anna Leonidovna Choroškevič, ruská historička († 1. května 2017)
- 1932 – Miroslav Nitka, slovenský hokejista a trenér († 5. února 1982)
- 1933 – Juan Sandoval Íñiguez, mexický kardinál
- 1934 – Kazimír Gajdoš, slovenský fotbalista a československý reprezentant († 8. listopadu 2016)
- 1935
  - Józef Schmidt, polský dvojnásobný olympijský vítěz v trojskoku († 28. července 2024)
  - Ladislav Pones, slovenský fotbalista
  - Munir Ahmed Dar, pákistánský pozemní hokejista († 1. června 2011)
- 1936
  - Mario Vargas Llosa, peruánský spisovatel, nositel Nobelovy ceny († 13. dubna 2025)
  - Amancio Ortega, španělský podnikatel a miliardář
- 1937
  - Ad Abi Karam, libanonský maronitský katolický kněz a emeritní biskup
  - Davit Gvanceladze, sovětský a gruzínský zápasník († 1. května 1984)
- 1940 – Luis Cubilla, uruguayský fotbalista a útočník († 3. března 2013)
- 1941
  - Jeffrey Moussaieff Masson, americký spisovatel
  - Charlie McCoy, americký multiinstrumentalista
  - Alf Clausen, americký filmový a televizní skladatel († 29. května 2025)
  - Erik De Clercq, belgický lékař, mikrobiolog a imunolog
- 1942
  - Daniel Dennett, americký filozof
  - Michael Haneke, rakouský filmový a divadelní režisér a filozof
  - Mike Newell, britský filmový a televizní režisér
  - Samuel Ramey, americký operní pěvec, bas
  - Neil Kinnock, britský politik
- 1943
  - Conchata Ferrell, americká herečka († 12. října 2020)
  - Juraj Okoličány, slovenský hokejový rozhodčí a hokejový supervizor († 10. září 2008)
  - Oľga Feldeková, slovenská prozaička, novinářka a scenáristka
- 1944 – Mário Buzek, československý fotbalista, trenér a metodik († 12. prosinec 2023)
- 1945
  - Rodrigo Duterte, filipínský právník a politik
  - Pierre Michon, francouzský spisovatel
- 1946
  - Wubbo Ockels, nizozemský fyzik, univerzitní profesor a astronaut († 18. května 2014)
  - Henry Paulson, americký bankéř a bývalý ministr financí
  - Alejandro Toledo, peruánský politik a prezident
- 1948
  - John Evan, britský hráč na klávesové nástroje
  - Dianne Wiestová, americká herečka
- 1949
  - Bohumil Bizoň, slovenský fotbalový útočník
  - Vitalij Konstantinov, sovětský zápasník
- 1950 – Epigmenio Exiga, mexický judista
- 1952
  - Leonid Tibilov, prezident Republiky Jižní Osetie
  - Jos Valentijn, nizozemský rychlobruslař
- 1953 – David Re'em, izraelský politik
- 1955
  - Reba McEntire, americká country zpěvačka a herečka
  - Peter Bzdúch, slovenský herec († 11. prosince 2012)
- 1956
  - Evelin Jahlová, německá olympijská vítězka v hodu diskem
  - Dave Keuning, americký kytarista
- 1957 – Igor Sergun, ruský generálplukovník († 3. ledna 2016)
- 1958 – Tomas Oneborg, švédský fotograf († 29. března 2020)
- 1959 – Laura Chinchilla, prezidentka Kostariky
- 1960
  - Chris Barrie, britský herec
  - Éric-Emmanuel Schmitt, francouzský spisovatel
  - Šeli Jachimovič, izraelská politička
  - Uri Orbach, izraelský politik († 16. února 2015)
- 1962
  - Jaroslav Lipowski, polský lingvista
  - Daur Aršba, abchazský politik
- 1963 – Perry Bräutigam, německý hráčský skaut
- 1964
  - Igor Klejch, slovenský fotbalový útočník
  - Marián Valach, slovenský fotbalista
- 1966 – Mike Starr, americký hudebník a baskytarista († 8. března 2011)
- 1967 – Miroslav Chvíla, slovenský fotbalista
- 1969 – Ilke Wyluddaová, německá atletka
- 1970
  - Vince Vaughn, americký herec
  - Sian Proctorová, americká profesorka geologie a astronautka
  - Sergej Timofějev, ruský fotbalový záložník († 21. listopadu 1997)
- 1972
  - Nick Frost, anglický herec, komik a scenárista
  - Olga Jegorovová, ruská atletka a běžkyně
  - Keith Tkachuk, americký hokejista
  - Nathalia Santerová-Bjørndalenová, italsko-belgická biatlonistka
- 1973 – Edward Umar Fatu, samojsko-americký wrestler († 4. prosince 2009)
- 1975
  - Iván Helguera, španělský profesionální fotbalista
  - Rafik Simonjan, sovětský a arménský zápasník
- 1976 – Haručika Aoki, japonský motocyklový závodník
- 1977
  - Andrea Henkelová, německá biatlonistka
  - Lauren Weisbergerová, americká spisovatelka
  - Radu Jude, rumunský filmový režisér a scenárista
- 1980
  - Cécile Corbel, francouzská zpěvačka a harfistka
  - Sergej Makarov, ruský volejbalista
  - Miki Zohar, izraelský politik
- 1981
  - Julia Stiles, americká herečka a dramatička
  - Vica Kerekes, slovenská herečka
- 1982
  - Aksana Miankovová, běloruská atletka
  - Luis Tejada, panamský fotbalový útočník a reprezentant († 28. ledna 2024)
- 1983 – Ladji Doucouré, francouzský atlet-překážkář
- 1984
  - Sylvia Jebiwott Kibetová, keňská běžkyně
  - Stalin Motta, kolumbijský fotbalový záložník
  - Mensur Mujdža, bosenský fotbalový obránce
- 1985
  - Stan Wawrinka, švýcarský tenista
  - Steve Mandanda, francouzský fotbalový brankář
  - Frank van der Struijk, nizozemský fotbalový obránce
- 1986 – Lady Gaga, americká zpěvačka a herečka
- 1987
  - Kagney Linn Karter, americká pornoherečka
  - Oļegs Laizāns, lotyšský fotbalový záložník
- 1989
  - Darko Bjedov, srbský fotbalový obránce
  - Logan Couture, kanadský hokejový útočník
- 1990
  - Michail Antonio, anglicko-jamajský fotbalista
  - Mona Brorssonová, švédská biatlonistka
  - Dimitry Imbongo, francouzský fotbalový útočník
  - Zoe Sugg, britská vloggerka a youtuberka
  - Ma Tuan-pin, čínský judista
- 1991
  - Igor Ďatko, běloruský zápasník-volnostylař
  - Miroslav Konopek, chorvatský fotbalový útočník
  - Jani Urdinov, belgicko-severomakedonský fotbalový obránce
  - Taulant Xhaka, belgický fotbalový reprezentant kosovského původu
- 1992
  - Aleksandar Andrejević, srbský fotbalový obránce
  - Elena Bogdanová, rumunská tenistka
  - André Sanità, německý sportovní šermíř
- 1993
  - Matija Nastasić, srbský fotbalista
  - Louise Maselis, belgická topmodelka
  - Nikita Něstěrov, ruský hokejový obránce
- 1994 – Patrick Dytko, polský fotbalový záložník
- 1995
  - Jonathan Drouin, kanadský hokejový útočník
  - Filip Ďuriš, slovenský fotbalový útočník
- 1996
  - Elios Manzi, italský judista
  - Benjamin Pavard, francouzský fotbalista
- 1997 – Sebastian Samuelsson, švédský biatlonista
- 1998 – Pedro Gonçalves, portugalský profesionální fotbalista
- 2001 – Wang Si-jü, čínská profesionální tenistka
- 2004 – Anna Ščerbakovová, ruská krasobruslařka

## Úmrtí

### Česko

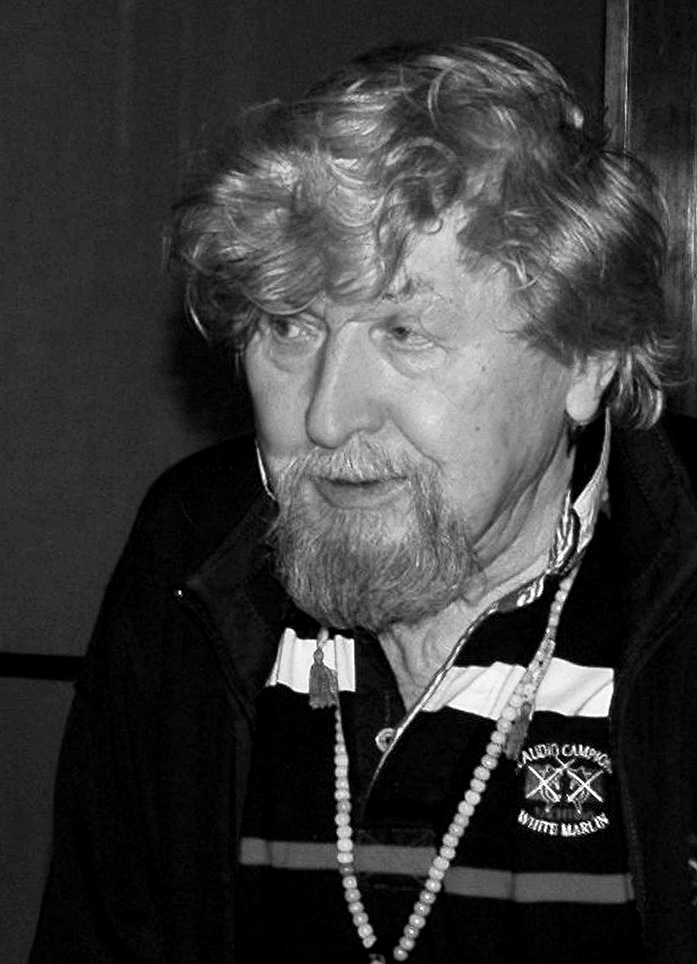
Miroslav Ondříček († 2015)

- 1733 – Filip Nerius Krakovský z Kolovrat, šlechtic (* pokřtěn 26. března 1686)
- 1788 – Václav Kovanda, barokní sochař a řezbář (* 10. července 1719)
- 1833 – Alois Josef Krakovský z Kolovrat, šlechtic a arcibiskup (* 21. ledna 1759)
- 1838 – Vincenz Janke, česko-německý malíř (* 9. dubna 1769)
- 1858 – Josef August Bubák, malíř kostelních obrazů, krajin a portrétů (* 2. března 1813)
- 1878 – Miloslava Pippichová-Havelková, operní pěvkyně (* 24. února 1847)
- 1884 – Josef Emil Kramuele, divadelní herec, režisér, podnikatel (* 13. ledna 1821)
- 1890 – Emil Theumer, rakousko-český právník a politik (* 12. června 1827)
- 1892 – Anton Schmidt, rakousko-český podnikatel a politik (* 9. prosince 1826)
- 1894 – František Dvořák, otec hudebního skladatele Antonína Dvořáka (* 19. září 1814)
- 1898 – Karl Placidus Hammer, pedagog a římskokatolický kněz (* 15. března 1815)
- 1899 – Antonín Effmert, česko-rakouský podnikatel a politik (* 25. června 1832)
- 1914 – Hanuš Trneček, harfenista, klavírista, dirigent, skladatel a hudební pedagog (* 16. května 1858)
- 1925 – Jan František Kubeš, knihtiskař, nakladatel a nejdéle sloužící starosta Třebíče (* 25. června 1842)
- 1934 – Alois Koldinský, poslanec Českého zemského sněmu a starosta Smíchova (* 8. září 1857)
- 1937 – Josef Klička, varhaník, houslista, hudební skladatel a pedagog (* 15. prosince 1855)
- 1946 – Josef František Svoboda, vlastivědný a národopisný historik (* 11. února 1874)
- 1949
  - Josef Svozil, politik (* 19. dubna 1873)
  - Otokar Pospíšil, učitel, knihovník, spisovatel a dramatik (* 17. února 1871)
- 1955 – Antonín Matalík, houslista a lidový hudebník (* 6. července 1880)
- 1956 – Jindřich Valášek, fotbalista (* 27. června 1886)
- 1962
  - Karel Kolman, ředitel škol, kronikář, spisovatel a básník (* 26. srpna 1892)
  - František Jan Křesina, průkopník bratrského hnutí (* 19. dubna 1881)
- 1969 – Karel Kinský, malíř, grafik a regionální pracovník (* 2. srpna 1901)
- 1975 – Václav Fišer, politik a starosta města Blovice (* 11. dubna 1907)
- 1977 – Otakar Číla, malíř a legionář (* 10. března 1894)
- 1980 – Helena Bochořáková-Dittrichová, grafička, malířka a spisovatelka (* 29. července 1894)
- 1987 – Valéria Tyrolová, basketbalistka (* 18. srpna 1936)
- 1988
  - Ladislav Mikeš Pařízek, cestovatel a spisovatel (* 17. listopadu 1907)
  - Josef Kožoušek, inženýr, profesor a děkan (* 15. srpna 1913)
  - Zdeněk Maria Zenger, památkář, redaktor, grafik a fotograf (* 5. listopadu 1913)
- 1989 – Antonín Rýgr, fotbalový reprezentant (* 15. srpna 1921)
- 1992 – Josef Matěj, pozounista a hudební skladatel (* 19. února 1922)
- 1994 – Rudolf Hanych, malíř (* 11. dubna 1906)
- 1995
  - Jiří Waldhans, dirigent a hudební pedagog (* 17. dubna 1923)
  - Anna Hostomská, hudební propagátorka a spisovatelka (* 6. srpna 1907)
- 1998 – Miroslav Zounar, herec (* 15. června 1932)
- 2003 – Miroslav Urban, politik a člen KSČ (* 14. října 1926)
- 2010 – Jiří Horáček, virolog a mikrobiolog (* 24. března 1941)
- 2011
  - Vojtěch Adamec, sochař (* 4. července 1933)
  - Martin Štěpánek, textař a hudebník (* 24. dubna 1968)
- 2014
  - Miloš Skočovský, politik (* 31. května 1937)
  - Vladimír Čort, Wayne Ford, autor textů písní, překladatel, spisovatel (* 28. ledna 1943)
- 2015 – Miroslav Ondříček, kameraman (* 4. listopadu 1934)
- 2021 – Rudolf Mader, fotbalový obránce (* 9. srpna 1943)

### Svět

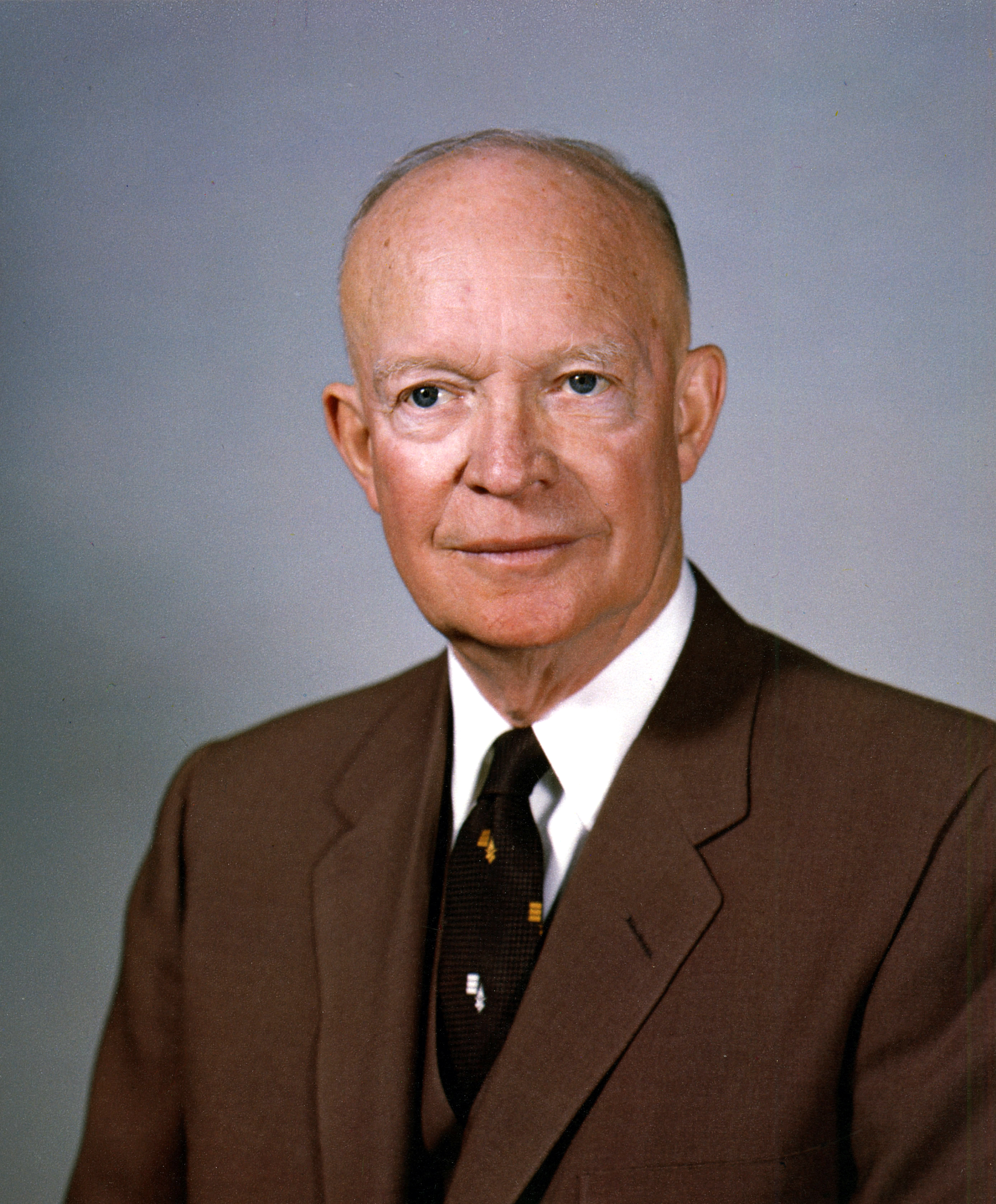
Dwight D. Eisenhower († 1969)

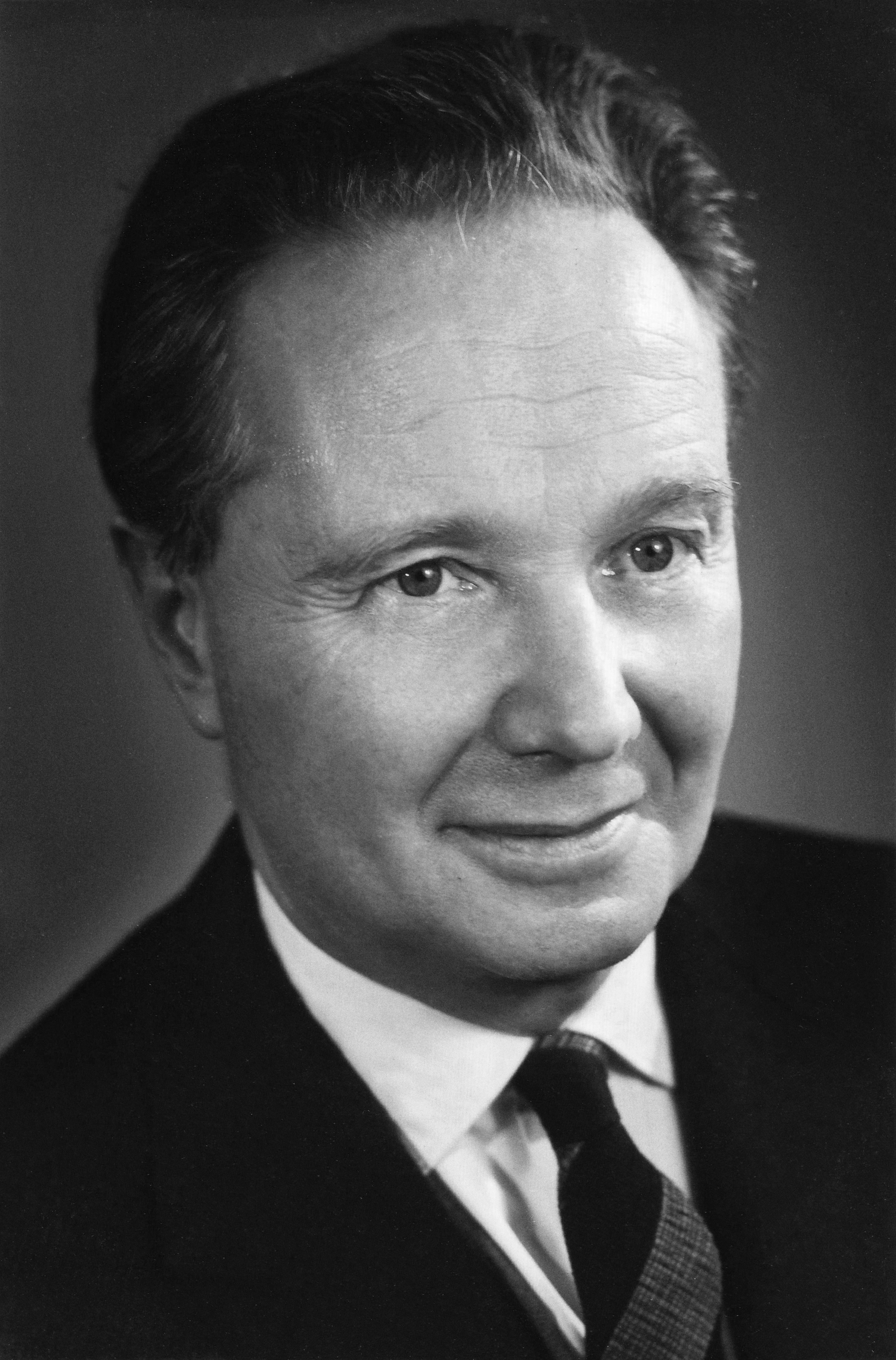
Robert Merle († 2004)

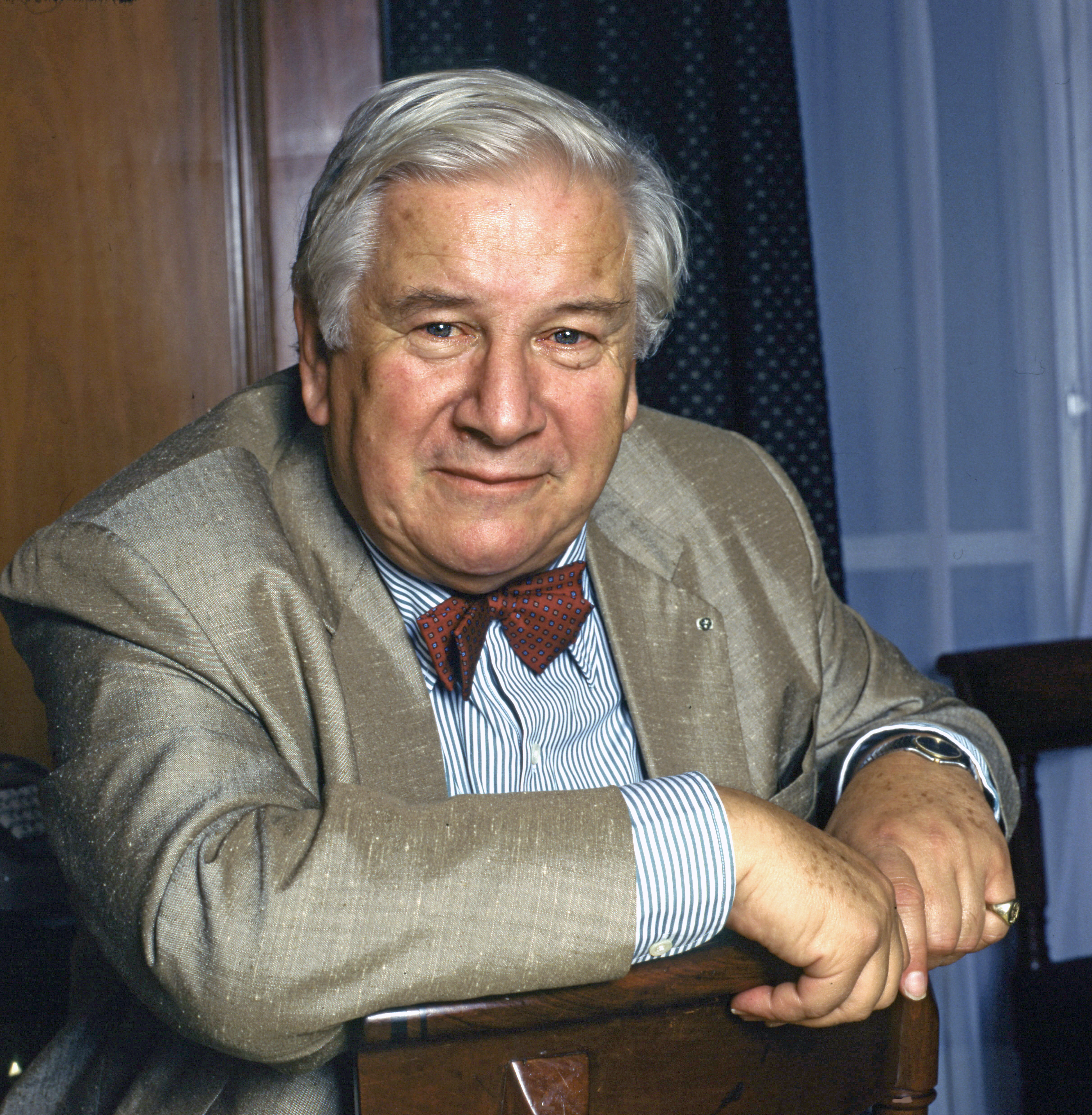
Peter Ustinov († 2004)

- 0193 – Pertinax, římský císař (* 1. srpna 126)
- 0592 – Guntram, burgundský král (* 545)
- 1072 – Ordulf Saský, vévoda z rodu Billungů (* 1022)
- 1239 – Go-Toba, japonský císař (* 6. srpna 1180)
- 1241 – Valdemar II. Vítězný, dánský král (* 28. června 1170)
- 1285 – Martin IV., papež (* mezi 1210–1220)
- 1566 – Siegmund von Herberstein, rakouský diplomat (* 23. srpna 1486)
- 1621 – Ottavio Rinuccini, italský básník a operní libretista (* 20. ledna 1562)
- 1638 – Marie Touchetová, milenka francouzského krále Karla IX. (* 1549)
- 1655 – Marie Eleonora Braniborská, braniborská princezna a švédská královna (* 11. listopadu 1599)
- 1701 – Domenico Guidi, italský barokní sochař (* 6. června 1625)
- 1766 – Peter Krištof Akai, slovenský filozof a astronom (* 25. března 1706)
- 1794 – Nicolas de Condorcet, francouzský filozof (* 1743)
- 1801 – Ralph Abercromby, britský generál (* 7. října 1734)
- 1804 – Josef Hickel, rakouský malíř českého původu (* 19. března 1736)
- 1818 – Antonio Capuzzi, italský hudební skladatel a houslista (* 1. srpna 1755)
- 1840 – Simon Antoine Jean L'Huilier, švýcarský matematik (* 24. dubna 1750)
- 1849 – Stephan Endlicher, německý a rakouský botanik (* 24. června 1804)
- 1864 – Luisa Šarlota Dánská, dánská princezna (* 30. října 1789)
- 1865 – Carl Anton Stölzle, rakouský sklářský podnikatel (* 19. září 1802)
- 1868 – James Brudenell, 7. hrabě z Cardiganu, britský generál a šlechtic (* 16. října 1797)
- 1876 – Joseph Böhm, houslista maďarského židovského původu (* 4. dubna 1795)
- 1877 – Vincenzo Fioravanti, italský hudební skladatel (* 5. dubna 1799)
- 1881 – Modest Petrovič Musorgskij, ruský skladatel a klavírista (* 28. března 1839)
- 1883 – Lorenz Diefenbach, německý lexikograf (* 19. července 1806)
- 1885
  - Wilhelm Peder Daniel Cappelen, norský fotograf a farmaceut (* 15. června 1829)
  - Ludvig Norman, švédský hudební skladatel a dirigent (* 28. srpna 1831)
- 1887 – Ditlev Gothard Monrad, dánský politik a biskup (* 24. listopadu 1811)
- 1890 – Albert Greiner, amsterdamský portrétní fotograf (* 6. srpna 1833)
- 1898 – Anton Seidl, maďarsko-americký dirigent (* 7. května 1850)
- 1903 – Émile Baudot, francouzský telegrafický inženýr (* 11. září 1845)
- 1911 – Mikalojus Konstantinas Čiurlionis, litevský umělec, skladatel a malíř (* 22. září 1875)
- 1921 – Elizabeth D. A. Cohen, první žena s lékařskou licencí ve státě Louisiana (* 22. února 1820)
- 1922 – Vladimir Dmitrijevič Nabokov, ruský politik a novinář (* 15. července 1870)
- 1930 – Félicien Menu de Ménil, francouzský skladatel a esperantista (* 16. července 1860)
- 1933 – Friedrich Zander, německý raketový konstruktér (* 11. srpna 1887)
- 1938
  - Čeng Siao-sü, čínský politik, diplomat a umělec (* 2. dubna 1860)
  - Edward Mandell House, americký diplomat a politik (* 26. července 1858)
- 1941
  - Virginia Woolfová, anglická spisovatelka (* 1882)
  - Marcus Hurley, americký sportovec, cyklista a basketbalista (* 22. prosince 1883)
- 1943
  - Sergej Rachmaninov, ruský hudební skladatel, klavírista a dirigent (* 1873)
  - Robert W. Paul, anglický vynálezce, elektrotechnik (* 3. října 1869)
- 1944
  - Stephen Leacock, kanadský ekonom a spisovatel (* 1869)
  - Franz Parrer, rakouský křesťanský politik (* 23. března 1875)
- 1947 – Ondrej Janček, slovenský stavební podnikatel a politik (* 19. listopadu 1871)
- 1948
  - Odo Casel, německý teolog (* 27. září 1886)
  - Henrietta Belgická, belgická princezna a vévodkyně z Vendome (* 30. listopadu 1870)
- 1950 – Laurence Steinhardt, americký diplomat (* 6. října 1892)
- 1952 – Pjotr Tavrin-Šilo, německý špion (* 5. dubna 1909)
- 1953 – Jim Thorpe, americký olympijský vítěz v pětiboji i desetiboji (* 28. května 1888)
- 1954 – Friedrich Stolberg, československý politik německé národnosti (* 14. prosince 1877)
- 1958
  - Egidio Capra, italský fotbalový útočník (* 14. května 1914)
  - William Christopher Handy, americký trumpetista (* 16. listopadu 1873)
- 1959 – Štefan Tiso, předseda vlády Slovenského státu (* 18. října 1897)
- 1960 – Ladislav Dérer, slovenský lékař, internista a klinický fyziolog (* 11. prosince 1897)
- 1965
  - Marie, hraběnka z Harewoodu, britská královská princezna (* 25. dubna 1897)
  - Ivan Vasiljevič Boldin, sovětský generál (* 15. srpna 1892)
  - Ewald Mataré, německý sochař a malíř (* 25. února 1887)
- 1969
  - Dwight D. Eisenhower, 34. prezident USA (* 1890)
  - Šehzade Ömer Faruk, osmanský princ a syn sultána Abdulmecida II. (* 27. února 1898)
- 1977 – Eric Shipton, anglický himálajský horolezec (* 1. srpna 1907)
- 1978 – Wadía Haddád, palestinský voják a generál (* 1927)
- 1981 – Mykola Smaha, sovětský atlet (* 22. srpna 1938)
- 1982 – William Giauque, americký chemik, Nobelova cena 1949 (* 12. května 1895)
- 1985
  - Marc Chagall, bělorusko-francouzský malíř (* 7. července 1887)
  - Henry Hansen, dánský silniční cyklista (* 16. března 1902)
- 1987
  - Patrick Troughton, anglický herec (* 25. března 1920)
  - Maria Augusta Trappová, rakouská šlechtična (* 26. ledna 1905)
- 1994 – Eugène Ionesco, francouzsko-rumunský dramatik (* 26. října 1912)
- 1996 – Hans Blumenberg, německý filozof (* 13. července 1920)
- 1998 – Dušan Pálka, slovenský hudební skladatel (* 1. října 1909)
- 2002 – Billy Wilder, americký scenárista (* 22. června 1906)
- 2004
  - Robert Merle, francouzský spisovatel, literární historik, překladatel a profesor (* 28. srpna 1908)
  - Peter Ustinov, britský herec, režisér a spisovatel (* 1921)
  - Albert Brülls, německý fotbalista a záložník (* 26. března 1937)
- 2005 – Pál Losonczi, předseda Prezidiální rady Maďarské lidové republiky (* 18. září 1919)
- 2006 – Caspar Weinberger, americký politik a ministr obrany (* 18. srpna 1917)
- 2007 – Herbert Ďurkovič, slovenský politik a člen komunistické strany (* 27. prosince 1928)
- 2009 – Maurice Jarre, francouzský skladatel filmové hudby (* 13. září 1924)
- 2010 – Herb Ellis, americký jazzový kytarista (* 4. září 1921)
- 2012
  - John Arden, anglický dramatik (* 26. října 1930)
  - Alexandr Grigorjevič Aruťunjan, arménský hudební skladatel (* 23. září 1920)
  - Jerry McCain, americký bluesový hráč na foukací harmoniku a zpěvák (* 18. června 1930)
  - Earl Scruggs, americký hráč na banjo (* 6. ledna 1924)
- 2013
  - Richard Griffiths, britský herec (* 31. července 1947)
  - Soraya Jiménezová, mexická vzpěračka (* 5. srpna 1977)
  - Hugh McCracken, americký kytarista (* 31. března 1942)
- 2016
  - Jan Kaczkowski, polský teolog a bioetik (* 19. července 1977)
  - Edmund Piątkowski, polský atlet (* 31. ledna 1936)
- 2017
  - Enn Vetemaa, estonský spisovatel (* 20. června 1936)
  - Alice z Kalábrie, španělská šlechtična a vévodkyně z Kalábrie (* 13. listopadu 1917)
- 2019 – Peter Gecko, slovenský politik (* 4. července 1943)
- 2020 – Thomas Schäfer, německý politik (* 22. února 1966)
- 2021
  - Malcolm Cecil, anglický hudebník a producent (* 9. ledna 1937)
  - Didier Ratsiraka, madagarský politik (* 4. listopadu 1936)

## Svátky

### Česko
- Den učitelů
- Soňa
- Gedeon
- Socialistický kalendář – Den učitelů (Jan Amos Komenský)

### Svět
- Slovensko: Soňa
- Aljaška: Seward’s Day
- Libye: Evakuační den
- Tibet: Serfs Emancipation Day
- Japonsko: Připomínka Sen no Rikjú (ceremonie pití čaje)

### Liturgický kalendář
- Sv. Rogát

| 28. březen v pražském KlementinuÚdaje jsou platné k 8. 7. 2025. | 28. březen v pražském KlementinuÚdaje jsou platné k 8. 7. 2025. | 28. březen v pražském KlementinuÚdaje jsou platné k 8. 7. 2025. |
| minimum                                                         | denní průměr                                                    | maximum                                                         |
| --------------------------------------------------------------- | --------------------------------------------------------------- | --------------------------------------------------------------- |
| −9,8 °C (1785)                                                  | 7,8 °C (od 1961)                                                | 20,6 °C (1986)                                                  |